# Bodianus cylindriatus
Bodianus cylindriatus är en fiskart som först beskrevs av Tanaka, 1930.  Bodianus cylindriatus ingår i släktet Bodianus och familjen läppfiskar. IUCN kategoriserar arten globalt som livskraftig. Inga underarter finns listade.